# Kisfejű lepényhal
A kisfejű lepényhal (Microstomus kitt) a csontos halak (Osteichthyes) főosztályának sugarasúszójú halak (Actinopterygii) osztályába, ezen belül a lepényhalalakúak (Pleuronectiformes) rendjébe és a lepényhalfélék (Pleuronectidae) családjába tartozó faj.
Nemének a típusfaja.

## Előfordulása

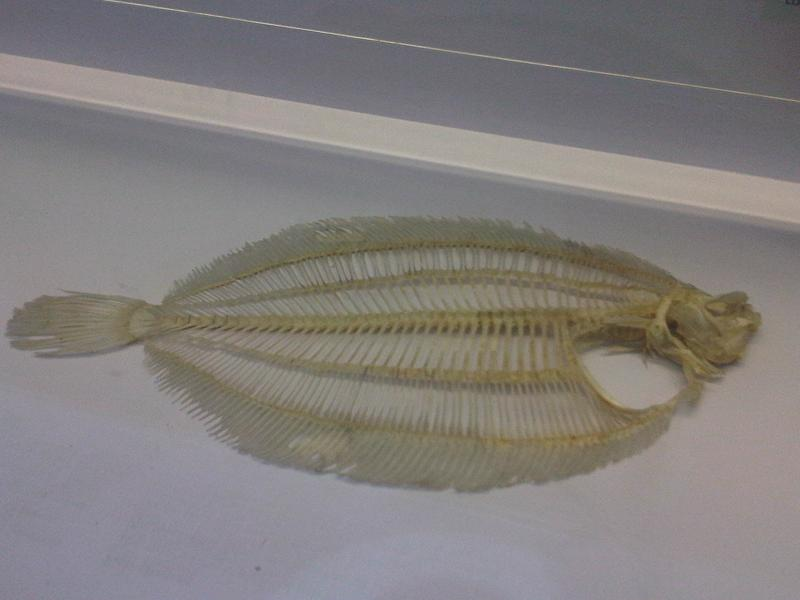
A kisfejű lepényhal csontváza a londoni Természettudományi Múzeumban

A kisfejű lepényhal előfordulási területe az Atlanti-óceán északkeleti részén van. Élőhelye a Fehér-tenger és a Vizcayai-öböl között található meg. Izland közelében is fellelhető.

## Megjelenése
Ez a hal legfeljebb 65 centiméter hosszú és 3 kilogramm testtömegű. 20-30 centiméteresen felnőttnek számít. Ovális testén kis fej ül; innen a hal neve is. Szája is kicsi. Sima bőre márványozott. Oldalvonala majdnem teljes hosszában egyenes, csak a mellúszó fölött görbül meg.

## Életmódja

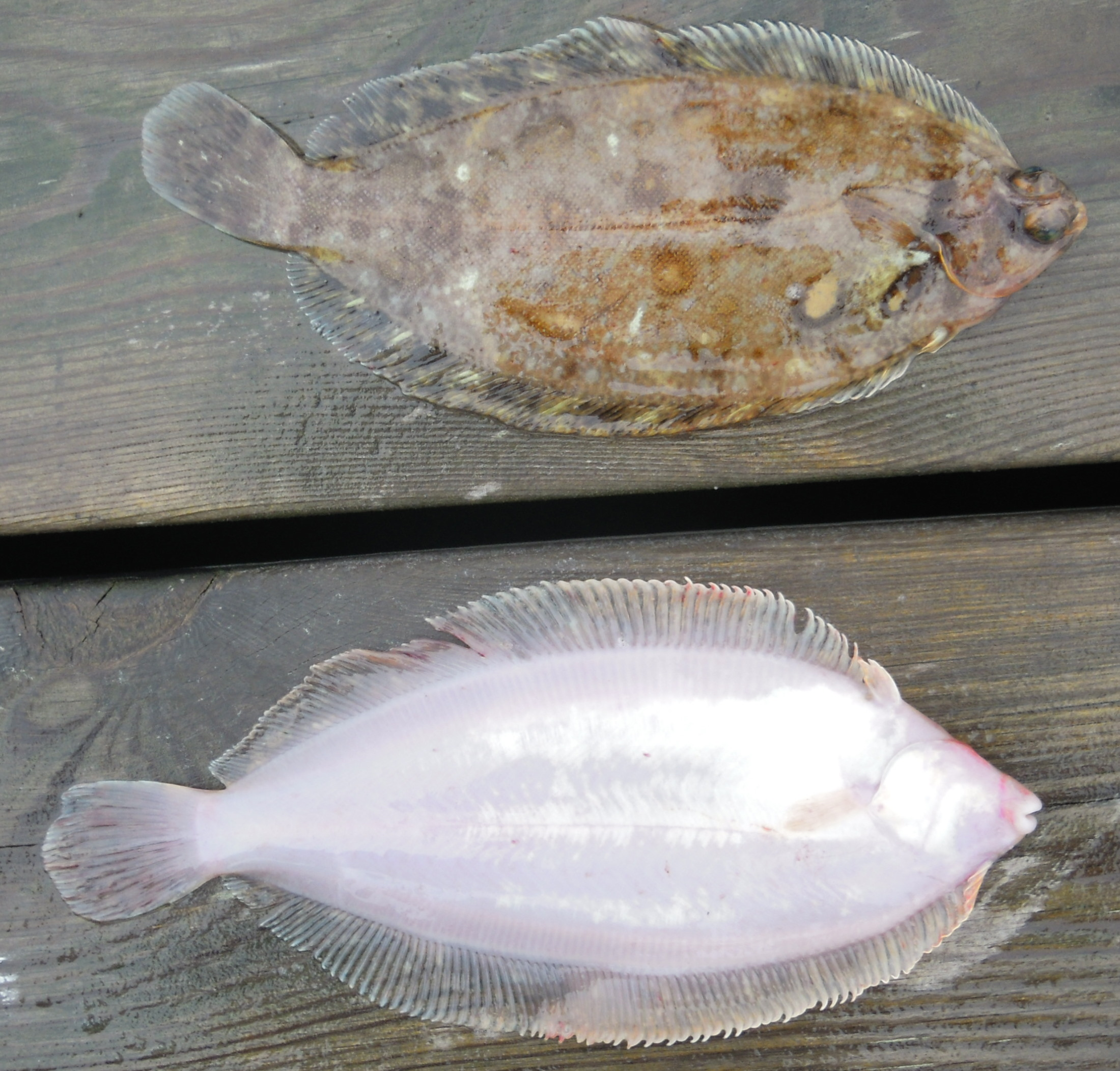
Felülről és alulról

Mérsékelt övi és sarki, tengerfenéklakó halfaj, amely 10-150 méteres mélységekben él. Néha 200 méter mélyre is lehúzódhat. Főleg a kavicsos aljzatot keresi, ahol gerinctelenekkel, főképp soksertéjűekkel táplálkozik. Az eddigi megfigyelések szerint, úgy tűnik, hogy télen nem táplálkozik.
Legfeljebb 23 évig él.

## Felhasználása
A kisfejű lepényhalat ipari mértékben halásszák. Frissen vagy fagyasztva árusítják. Sütve, főve ehető. A városi akváriumok is kedvelik.